# Адельфотес

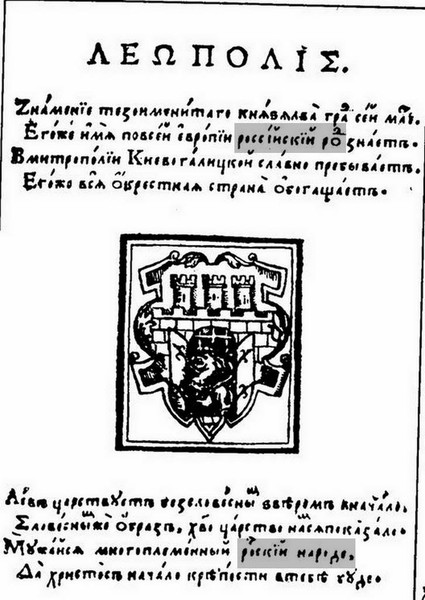
«Адельфотес». Львов, 1591. Обратная сторона титульного листа с гербом города Львова и геральдическими стихами

Адельфо́тес (др.-греч. ἀδελφότης «братство»), полное название Адельфотес. Грамматіка доброглаголиваго еллинословенскаго языка. Совершеннаго искуства осми частей слова. Ко наказанїю многоименитому Російському роду — греческо-церковнославянская грамматика.
Была составлена во Львове в 1588 году ректором и преподавателем братской школы Арсением Элассонским (впоследствии, архиепископом Суздальским и Тарусским, канонизированным в 1982 г.) и его учениками. С помощью наставников и учащихся школы составление грамматики было закончено в 1588 г. и сразу же началось её печатание, однако вышла она только осенью 1591 года.
Особенностью этой грамматики является то, что она была напечатана на двух языках: греческом и церковнославянском. В развернутом виде с левой стороны книги — находился греческий текст, с правой — церковнославянский.
Грамматика состояла из 4 частей: орфографии, просодии, этимологии и синтаксиса. Греческая грамматика сравнивалась с церковнославянской.
Кроме того, учебник служил вступлением к изучению других наук: диалектики, риторики, музыки, арифметики, геометрии, астрономии, медицины и богословия.
Грамматика «Адельфотес» долгое время была единственным учебником греческого языка в восточнославянских школах. Она на практике показала равноценность греческого и церковнославянского языков, что теоретически доказывали учёные того времени.
Образцом для «Адельфотеса» послужили грамматики Константина Ласкариса, Николя Кленара и Филиппа Меланхтона. Это издание важно не только тем, что в нëм наряду с греческим материалом даётся славянский, но и тем, что здесь закладывались основы будущей украинской национальной филологии.